# Blues Brothers (gra komputerowa)
Blues Brothers – komputerowa gra platformowa wydana w 1991 przez Titus na Amigę, Atari ST, PC, Amstrad CPC i Commodore 64.
Grający wciela się w postacie z filmu o tym samym tytule. Celem gry jest uniknięcie policji w czasie drogi na koncert. Gra umożliwiała zabawę dwóm osobom jednocześnie na jednym ekranie (bez jego podziału).
Gra została przeniesiona na wiele platform, w tym: Nintendo Entertainment System, Super Nintendo Entertainment System, Game Boy. 
W 1993 na PC ukazała się też druga część tej gry: Blues Brothers II - Jukebox Adventure.